# Diphysa suberosa
Diphysa suberosa är en ärtväxtart som beskrevs av Sereno Watson. Diphysa suberosa ingår i släktet Diphysa och familjen ärtväxter. Inga underarter finns listade i Catalogue of Life.

## Bildgalleri

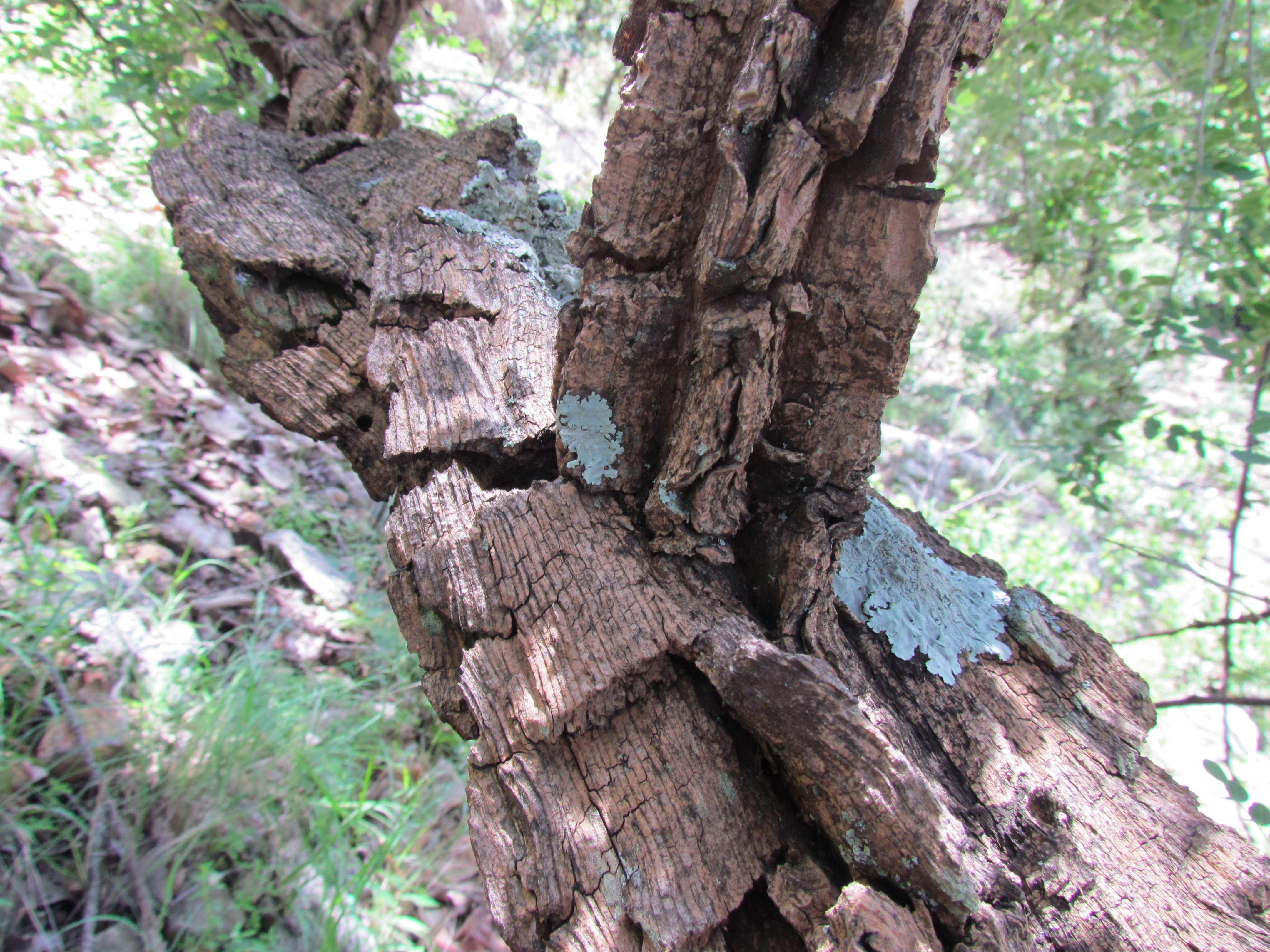
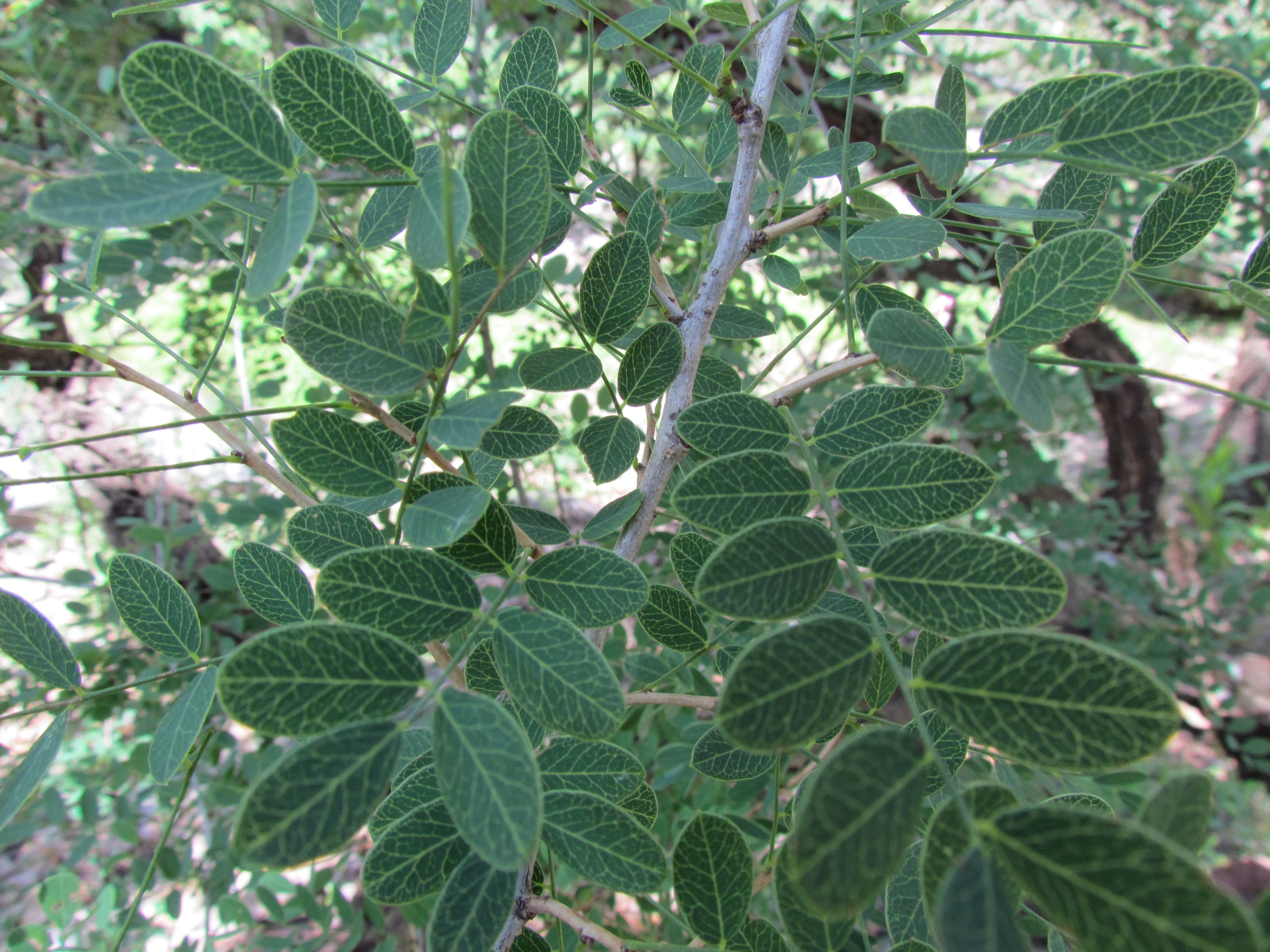